# Terese Ädling
Terese Ädling, född 6 mars 1976, är en svensk projekteringsledare inom byggbranschen. Hon har även givit ut böcker och musik. 

## Biografi
Ädling har arbetat många år i byggbranschen i olika roller, bland annat på arkitektkontor och som bygglovshandläggare. Åren 2017–2019 vidareutbildade hon sig vid Konstvetenskapliga institutionen vid Uppsala Universitet och tog 2019 en magisterexamen. Hennes masteruppsats från 2017 tilldelades 2018 års Arkitekturstipendium av KIV - Konstvetenskapliga Institutionens Vänner i Uppsala. I uppsatsen har hon ställt frågor till ledamöter i byggnadsnämnden och anställda vid kommunens stadsbyggnadsförvaltning och fångat upp en oro över en byggboom som riskerar att utbyggnaden går för fort och att tidigare generationers misstag upprepas.
Ädling har tillsammans med sin dotter Chloe Ädling skrivit boken Kämpa Jessica! (2021) och därefter, tillsammans med illustratören Hanna Ingvarsson, En ballong till syster. Bägge böckerna handlar på olika sätt om de svårigheter man har som ung när man måste leva med skolios. Boken har blivit uppmärksammad i svensk tv, Upsala Nya Tidning tidning samt av skoliosföreningen. 
Ädling är även verksam som singer/songwriter där hon inspirerad av vardagen skriver barnvisor med förhoppningen att med sångerna göra vardagliga sysslor mer lättsamma och lustbetonade.

## Diskografi

### Terese Ädling[13][12]
Album
- 2022 - Enkla barnvisor för alla

Singlar
- 2022 - Snöflingan
- 2023 - Snögubbe
- 2023 - Hoppa opp!
- 2024 - Regnbågen
- 2024 - Blunda nu
- 2025 - Det finns inga dåliga väder
- 2025 - "Hur är det idag?"

### Under artistnamnet Niviis[14]
Singlar
- 2022 - Vinterns Mörker
- 2023 - Flying Higher
- 2024 - Time to Part
- 2024 - Sorgevisa
- 2025 - Himlens alla stjärnor